# Державний кордон Судану

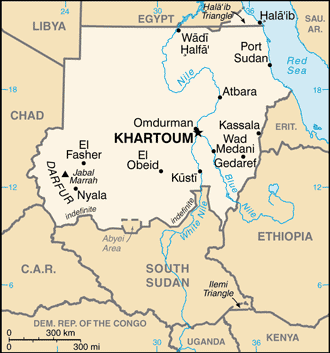
Карта Судану

Державний кордон Судану — державний кордон, лінія на поверхні Землі та вертикальна поверхня, що проходить по цій лінії, що визначають межі державного суверенітету Судану над власними територією, водами, природними ресурсами в них і повітряним простором над ними.

## Сухопутний кордон
Загальна довжина кордону — 6819 км. Судан межує з 7 державами. Уся територія країни суцільна, тобто анклавів чи ексклавів не існує.
Ділянки державного кордону
| Держава                          | Ділянка         | Довжина (км) | Прикордонні регіони | Примітки |
| -------------------------------- | --------------- | ------------ | ------------------- | -------- |
| Центральноафриканська Республіка | південний захід | 174          |                     |          |
| Чад                              | захід           | 1403         |                     |          |
| Єгипет                           | північ          | 1276         |                     |          |
| Еритрея                          | південний схід  | 682          |                     |          |
| Ефіопія                          | південний схід  | 744          |                     |          |
| Лівія                            | північний захід | 382          |                     |          |
| Південний Судан                  | південь         | 2158         |                     |          |

## Морські кордони
Судан на сході омивається водами Червоного моря Індійського океану. Загальна довжина морського узбережжя 853 км. Згідно з Конвенцією Організації Об'єднаних Націй з морського права (UNCLOS) 1982 року, протяжність територіальних вод країни встановлено в 12 морських миль (22,2 км). Прилегла зона, що примикає до територіальних вод, в якій держава може здійснювати контроль, необхідний для запобігання порушень митних, фіскальних, імміграційних або санітарних законів, простягається на 18 морських миль (33,3 км). Континентальний шельф — до глибин 200 м.

## Спірні ділянки кордону
Трикутник Халаїб на кордоні з Єгиптом є спірною територією, що адмініструється останнім. Поруч існує нічийна територія (terra nullius) Бір-Тавіль, на яку не претендує ні Єгипет (вважаючи його суданським), ні Судан.

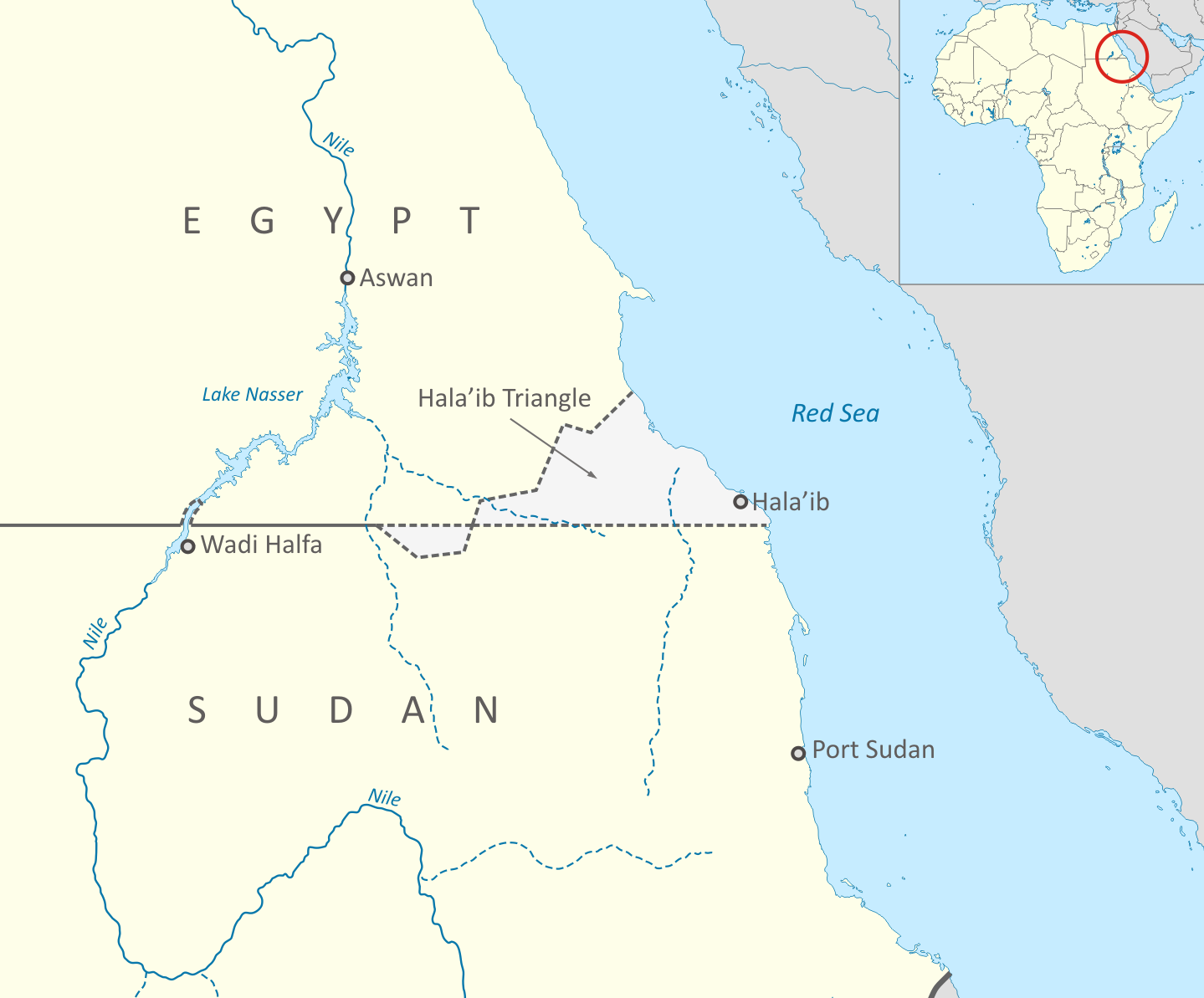
Трикутник Халаїб і Бір-Тавіль
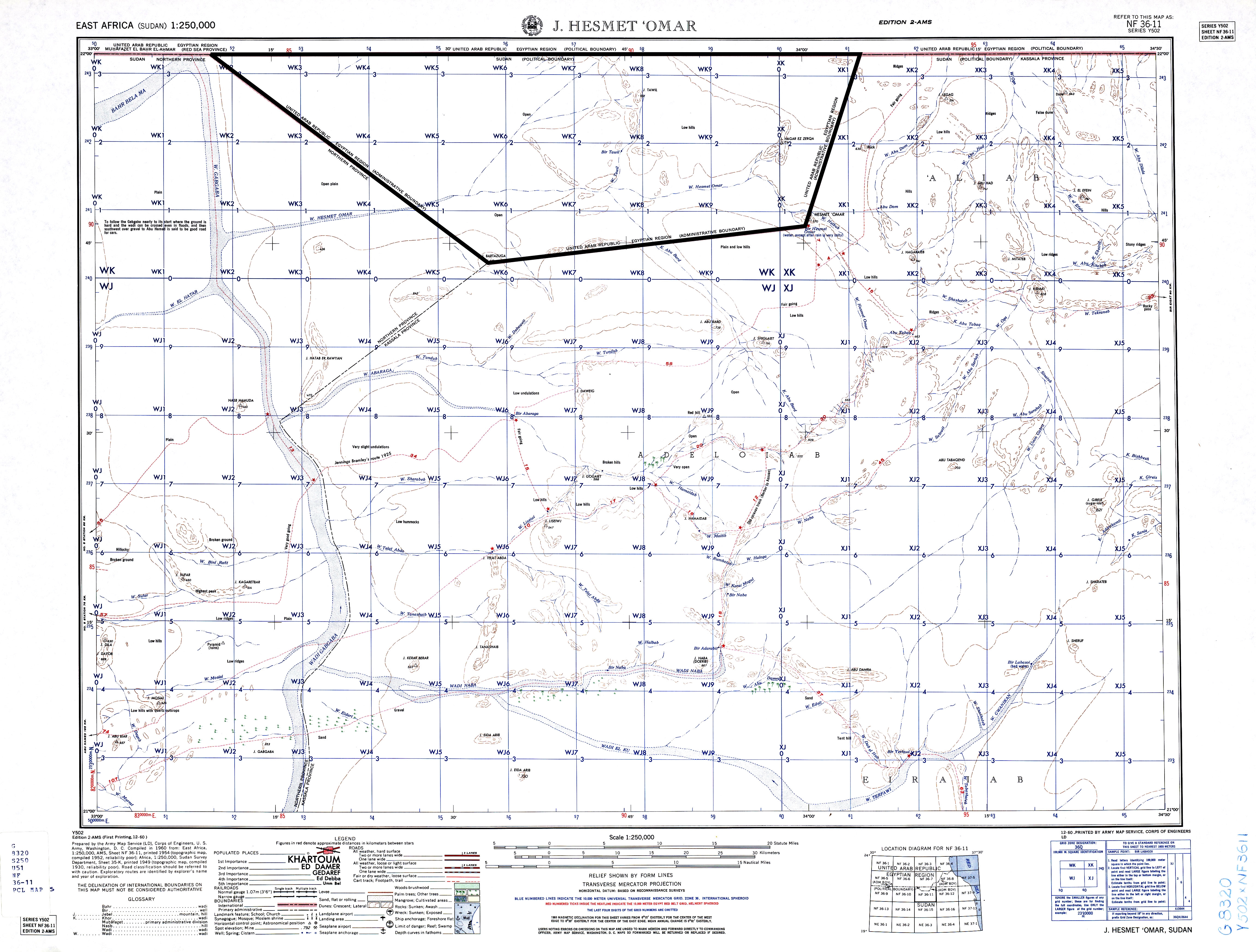
Бір-Тавіль

На півдні, на кордоні з Південним Суданом територія Аб'єй є спірною територією.